# Мадхавпур
Мадхавпу́р (бенг. মাধবপুর, англ. Madhabpur) — город на востоке Бангладеш, административный центр одноимённого подокруга. Площадь города равна 2,45 км². По данным переписи 2001 года, в городе проживало 17 961 человек, из которых мужчины составляли 51,77 %, женщины — соответственно 48,23 %. Плотность населения равнялась 7331 чел. на 1 км². Уровень грамотности взрослого населения составлял 57,5 % (при среднем по Бангладеш показателе 43,1 %). 